# Avari
Avari, poznati i pod imenom Obri, nomadski je narod podrijetlom iz Azije. Imali svu svoju državu zvanu Avarski Kaganat.
Genetske analize očuvanih grobova muških pripadnika avarske elite otkrivaju da je riječ o pripadnicima populacije kakva postoji u Centralnoj Aziji, te je od suvremenih populacija najsličnija Ujgurima (današnji zapad Kine). Zna se da je zajedno s Avarima u novu postojbinu u Panoniju došla značajna bugarska zajednica (Bugari su bili stepski narod azijskih obilježja i turkijskog jezika s ravnica uz južni tok Volge) koja se od njih nakon stotinjak godina odvojila, a zacijelo i stanovite zajednice europeidnih obilježja.

## Povijest
Bizantski historičar s kraja 6. stoljeća Menandar Protektor opisuje da je Bajan, vođa mnogobrojnog i vojno jakog avarskog naroda - uz posredovanje naroda Alana koji je imao diplomatske odnose s Bizantom - stupio u pregovore s carem Justinijanom Velikim (483.-565.), nudeći mu vojni savez u zamjenu za novčanu naknadu i mogućnost da se naseli na nekom pogodnom teritoriju.  Naposljetku Avari pod Bajanom 567. godine prelaze Karpate i u savezu s Langobardima uništavaju Gepide, dotadašnje vladare Panonske nizine. Langobardi odmah potom potpuno napuštaju jugozapadne dijelove Panonske nizine (vodeći za sobom dio Slavena koji se bio naselio zajedno s Longobardima, a i dio starosjedilačkog stanovništva) jer su krenuli u uspješno zauzimanje Italije, pa Avari ostaju gospodarima cijele Karpatske kotline. Nastoje ovladati i važnim gradom Sirmijem, kojeg si je Bizant u vrijeme gepidskog poraza 567. godine uspijeva uzeti natrag nakon više od stoljeća (Sirmij su najprije bili osvojili Ostrogoti u savezništvu s Hunima 441., potom ga poslije odlaska Ostrogota u Italiju 473. god. drže Gepidi kao svoju prijestolnicu, zadržavši u njemu rimsko stanovništvo).
Već 568. godine Bajan šalje jedan dio svoje vojske da opustoši Dalmaciju, a kada car Tiberije 581. ima problem s najezdom Slavena koji preko Dunava upadaju u Trakiju, predaje Avarima bez borbe Sirmij. 597. godine provaljuju Avari ponovo u Dalmaciju, 599.-600.  u Trakiju, 603. Istru, 611. Furlaniju i Veneto - koje drže njihovi donedavni saveznici Longobardi. 613. godine napadaju Tiringiju gdje se sukobljavaju s Francima. Oko 626. god. Avari udruženi sa Slavenima napadaju Carigrad u isto vrijeme kada se perzijska vojska utaborila kod Halkedona, preko puta Carigrada na azijskoj strani Bospora. Avari vladaju raznim slavenskim narodima; oni bliže zapadu se uz podršku Franaka oslobađaju od avarske dominacije osnivajući Samov savez, a imaju sa Slavenima problema Avari i na drugim dijelovima pod svojom dominacijom - tako izgleda i sa Srbima i Hrvatima. Tešku nevolju imaju sa sebi savezničkim stepskim narodom Bugarima, s kojima Avari zajedno obitavaju u Panonskoj nizini kao srcu svoje države: oko 635. godine bugarski kan Kubrat vlada područjem zapadno od Karpata, te Bugari istodobno napuštaju Panoniju. Izgleda da od bugarskog osamostaljivanja Avari kontroliraju tek Panoniju i dio rubnih područja. Međutim su prisutni krajem 7. stoljeća u nizinama oko današnjeg Beča, a Karantanci im se naposljetku odupiru tako da - kao novi kršćani - prihvaćaju bavarsko, i time posredno franačko vrhovništvo.
Avari u Panoniji uspijevaju sačuvati još dva naredna stoljeća svoju moć, sve do 796. godine kada Karlo Veliki u vrijeme Franačko-avarskih ratova (788.-803.) zauzima centar njihove države između Dunava i Tise. U vojnim sukobima s Francima Avari gube i veliki dio zlatnih i drugih dragocjenosti koje su akumulirali - uglavnom pljačkom i od danka (Bizant je početkom 7. stoljeća davao Avarima danak od 1 tone zlata plativo bilo u zlatu, bilo u protuvrijednosti srebra i finih tkanina - za sigurnost svojih granica): bilježi se da je već u prvoj franačkoj provali izvršenoj 795. uz pomoć slavenskog vojvode Vojnomira zarobljeno u avarskom "Hringu" vrlo mnogo blaga, te da su dragocjenosti i oružje prevožene u prijestolnicu Aachen s 14 zaprega, svaka s po 4 vola (blago je potom podijeljeno crkvenim ustanovama i plemstvu, dajući dodatni motiv za vjernost franačkom vladaru i siloviti nastavak rata narednih godina).
Izgleda da se nisu blisko povezali s narodima uz koje su živjeli - različito od Bugara s kojima su bili došli u Panoniju, i koji su se na području Makedonije i Trakije ubrzo nakon svojega dolaska 680. godine u većoj mjeri "udomaćili". Nakon Franačko-avarskih ratova dolazi avarsko društvo u tešku krizu: dvadesetak godina se Avari spominju kao franački vazali, a kada njihova područja istočno od Tise zauzima bugarski kan Krum (oko 802.-814.), neki su Avari tek pojedinci koji služe njegovu vojsku i više se ne spominju kao narod. 

## Ustroj
Na području Slavonije evidentirano je 30 avarskih nalazišta, a 15 u Središnjoj Hrvatskoj: od 14 županija koje pripadaju Kontinentalnoj Hrvatskoj u njih 11 su do sada pronađeni avarski ostatci. Najvažnija su grobišta u Vukovarsko-srijemskoj županiji: Nuštar (s 201 avarskim grobom), Otok (22 groba), Privlaka (230 grobova), Stari Jankovci (88 grobova) i Šarengrad (46 grobova).
Kako je razvidno na arheološkom nalazištu uz Dunav kod Šarengrada, koje potječe iz druge polovice 7. stoljeća, tadašnji su Avari živjeli u pravokutnim, djelomično ukopanim nastambama s kamenim ili glinenim pećima, ili otvorenim jamama za vatrišta u sredini kuće. Iz stanja zuba i kostura razvidno je da su bili izloženi učestalom fiziološkom stresu, koji se može pripisati neadekvatnoj prehrani i bolestima. Od 43 groba, ima 7 grobova avarskih ratnika pokopanih sa svojim konjem i oružjem; koje se sastoji od željeznih paloša (jednosjekli mač), koplja, sjekira i strjelica, sve od željeza. Konjska oprema također sadrži željezne elemente: avarska konjska oprema je bila superiorna tadašnjoj europskoj, osobito zbog korištenja stremena na sedlu koji su omogućavali jahaču da se podigne sa sedla i koristi obje ruke u borbi.
O religiji Avara nema nekih osobitih tragova, ali se pretpostavlja da je bila šamanističkog tipa. Zna se da su, kao i Slaveni, gradili utvrđene okruge ili kotare, od dvostrukog kruga pobodenih stabala između kojih je nasuta zemlja; takvi okruzi za zaštitu ljudi i stoke u slučaju opasnosti su imali promjer od više stotina metara, u nekim slučajevima i nekoliko kilometara. Njihov jedini imenom poznati vođa - kagan - je onaj koji je predvodio njihov dolazak u Panoniju, Bajan. U avarskom kaganatu su najviši stalež činili sami Avari, koji su davali ratnu konjicu i upravu. Slaveni su bili drugi i izgleda od Avara znatno brojniji sloj i davali su u ratu pješaštvo: oni su funkcionirali kao saveznici Avara - a opstati će na područjima koje su osvojili Avari i nakon što avarska država bude uništena. Treći stalež činilo je pokoreno lokalno stanovništvo koje se uglavnom bavilo poljoprivredom, a četvrti najniži sloj su činili zarobljenici i robovi dovođeni iz pohoda - nema međutim naznaka da su Avari mnogo koristili robove.
Groblje u Nuštru potječe iz 8. stoljeća i svjedoči o zajednici koja je živjela mirnim sjedilačkim životom na marginama avarske države, te se uglavnom bavila poljoprivredom i tkanjem: nije ondje pronađen niti jedan komad oružja izuzev nekoliko vrhova strijela. U ženskim grobovima se uglavnom nađu metalni dijelovi vretena, u nekoliko slučajeva šivaće igle. U Otoku i Privlaci se dijelovi vretena rijetko nalaze, ali ima u grobovima mnogo oružja.